# Cuadros
Cuadros is een gemeente in de Spaanse provincie León in de regio Castilië en León met een oppervlakte van 109,70 km². Cuadros telt 2.000 inwoners (1 januari 2016).